# Phyllotreta subnitida
Phyllotreta subnitida är en skalbaggsart som beskrevs av Frederick James Chittenden 1927. Phyllotreta subnitida ingår i släktet Phyllotreta och familjen bladbaggar. Inga underarter finns listade i Catalogue of Life.